# Reptadeonella phelleaphila
Reptadeonella phelleaphila är en mossdjursart som beskrevs av Tilbrook 2006. Reptadeonella phelleaphila ingår i släktet Reptadeonella och familjen Adeonidae. Inga underarter finns listade i Catalogue of Life.